# Heinrich Kreuzer (Sänger)
Rudolph Heinrich Kreuzer (* 16. Februar 1819 in Wien; † 26. Oktober 1900 in Baden bei Wien) war ein österreichischer Opernsänger (lyrischer Tenor), Theaterregisseur und Theaterleiter.  Heinrich Kreuzer wurde geboren als Sohn eines Ölhändlers und der früh verwitweten Helena Kreuzer.
Er gehörte bis 1871 der jüdischen Religion an. Er konvertierte mit 54 Jahre im Rahmen der Assimilierung weiter jüdischer Kreise zum katholischen Glauben, nachdem die „Interkonfessionellen Gesetze“ von 1868 in Österreich einen Religionswechsel erlaubten. Alle Kinder ließ er an den Orten, an denen sie geboren wurden und an denen er jeweils ein Bühnenengagement hatte, evangelisch taufen.

## Familie
Er war verheiratet mit der Sängerin Amalie Kreuzer, geb. Fischer (* 13. August 1814 in Prag). Aus dieser Ehe gingen fünf Kinder hervor, unter anderem die Sängerinnen Marie Kreuzer (1839–1904) und Elise Stephanie Kreuzer (1845–1936). Letztere war mit Paul von Thurn und Taxis verheiratet und nach dessen Tod im Jahre 1879 mit dem Bariton, Opernregisseur und späteren Intendanten des Stadttheaters Magdeburg Arno Cabisius. Marie Kreuzer heiratete 1864 den Schauspieler und Theaterleiter Ludwig Barnay und in zweiter Ehe den Schauspieler und Regisseur Heinrich Robert.

## Leben und künstlerische Karriere
Bereits als Achtjähriger gehörte er zu den Gesangsschülern des Wiener Konservatoriums und war Sänger in einem Wiener Synagogenchor. 1834 wurde als Chormitglied im Ensemble des k.k. Hofoperntheaters aufgenommen, wo er von Giuseppe Ciccimarra und Joseph Gottdank ausgebildet wurde.
Als 17-Jähriger erhielt er sein erstes Engagement als Erster Tenor am Theater zu Laibach. Danach sang er an den Bühnen von Klagenfurt, Salzburg und Innsbruck, und unternahm dann Gastspielreisen durch Deutschland, die Schweiz und Belgien. Von 1837 bis 1838 sang er als Solist am Stadttheater Salzburg. 1839 gastierte er kurz am Frankfurter Opernhaus und war dann von 1839 bis 1840 am Kölner Opernhaus engagiert. Weitere Engagements hatte er am Hoftheater Mannheim (1840–1845), nach Gastauftritten an verschiedenen Häusern dann am Hoftheater Darmstadt (1846–1849), als Erster Tenor an der Wiener Hofoper (1849–1856) und an der Oper Leipzig (1856–1859). 1859 verlor er seine Stimme, musste seine berufliche Tätigkeit unterbrechen und konnte danach erst wieder 1862 an der Wiener Hofoper auftreten. Zugleich übernahm er dort die Chorleitung. Nachdem er 1865 wiederum seine Stimme verloren hatte, wurde sein Vertrag dort 1866 nicht mehr verlängert. Nach weiteren Gastspielen wurde er 1867 in die Direktion des Coburger Hoftheaters berufen. Von 1868 bis 1869 war er am Stadttheater Koblenz als Sänger und Regisseur tätig und in Folge dort von 1869 bis 1870 als Theaterleiter. Danach zog er sich nach Wien zurück. 1876 ging er nach Graz, um dort Gesangsunterricht zu geben.
Zuletzt wohnte er in Baden bei Wien und wurde auf dem dortigen Stadtpfarrfriedhof St. Stephan (Gruppe 10, Reihe 01, Nummer 63) beerdigt.